# Malthodes alatauicus
Malthodes alatauicus es una especie de coleóptero de la familia Cantharidae.

## Distribución geográfica
Habita en Kazajistán y Kirguistán.